# Pluta
Pluta je naravni material, ki ga pridobivajo iz skorje hrasta plutovca.
Pluta se zaradi svojih značilnih lastnosti (elastičnost, vodoodpornost, ognjeodpornost, velika plovnost ...) na veliko uporablja v različnih izdelkih. Največ plute (okoli 50 % celotne svetovne proizvodnje) pridobijo na Portugalskem, največ plute pa se uporabi za izdelavo plutovinastih zamaškov za vino. Pluto najprej parijo ali prekuhajo in jo razrežejo na pasove iz katerih potem izrezujejo zamaške ali druge predmete. Zamaške nato še ostružijo, parafinirajo in sortirajo. Po obliki zamaške delijo na ravne in šilaste, kratke in dolge.
Odpadki plute se uporabljajo tudi za izdelavo izolacijskih plošč, umetne plute, linoleja, oglasnih desk, talnih oblog, plovcev in za različne druge izdelke, zaradi dobrih izolacijskih lastnosti pa ga včasih uporabljajo tudi v gradbeništvu, in sicer tako, da plutovinast granulat vmešajo v beton. Izolacijske plošče in umetno pluto (sumbarit) izdeljujejo tako, da odpadke zmeljejo in jih pomešajo z bitumnom ali sintetičnimi lepili in nato stiskajo v plošče. Umetno pluto lahko razrežejo v tanjše plošče, ki jih uporabljajo za oblaganje valjev v industriji usnja, papirja ali za oblaganje sten in drugo.